# Santo Antônio do Tauá
Santo Antônio do Tauá este un oraș în Pará (PA), Brazilia.